# Sắt(II) thiocyanat
Sắt(II) thiocyanat là một hợp chất vô cơ, một muối của kim loại sắt và axit thiocyanic có công thức Fe(SCN)2, hòa tan trong nước, tạo thành tinh thể ngậm nước màu xanh lục.

## Điều chế
- Phản ứng trao đổi là một cách đơn giản để tạo ra muối:

{\displaystyle {\mathsf {FeSO_{4}+Ba(SCN)_{2}\ \xrightarrow {} \ Fe(SCN)_{2}+BaSO_{4}\downarrow }}}
- Một cách khác là trung hòa dung dịch axit thiocyanic bằng sắt(II) hydroxide:

{\displaystyle {\mathsf {Fe(OH)_{2}+2HSCN\ \xrightarrow {} \ Fe(SCN)_{2}+2H_{2}O}}}
- Hoặc khử sắt(III) thiocyanat bằng sắt kim loại:

{\displaystyle {\mathsf {2Fe(SCN)_{3}+Fe\ \xrightarrow {} \ 3Fe(SCN)_{2}}}}

## Tính chất vật lý
Sắt(II) thiocyanat tạo thành trihydrat Fe(SCN)2·3H2O – tinh thể màu xanh lục hòa tan trong nước, etanol và ete.

## Tính chất hóa học
Với thiocyanat của các kim loại khác nó tạo thành hợp chất phức hexathiocyanatoferrat(II) (hay ferrothiocyanat), như Na4Fe(SCN)6·12H2O, K4Fe(SCN)6·3H2O, Hg2Fe(SCN)6·4H2O, (NH4)4Fe(SCN)6. Chúng thường không màu, tan trong nước và cồn tạo ra dung dịch màu hoa hồng nhạt.

## Hợp chất khác
- Fe(SCN)2 còn tạo một số hợp chất với NH3, như Fe(SCN)2·2NH3 là chất rắn màu nâu[3], Fe(SCN)2·4NH3 là chất rắn trắng hay Fe(SCN)2·6NH3 là chất rắn vàng.[4]
- Fe(SCN)2 còn tạo một số hợp chất với N2H4, như Fe(SCN)2·2N2H4 là chất rắn màu trắng.[5]
- Fe(SCN)2 còn tạo một số hợp chất với CS(NH2)2, như Fe(SCN)2·2CS(NH2)2 là chất rắn màu vàng, D = 1,87 g/cm³[6] hay Fe(SCN)2·3CS(NH2)2 là tinh thể lục.[7]
- Fe(SCN)2 còn tạo một số hợp chất với CSN3H5, như Fe(SCN)2·2CSN3H5 là tinh thể màu dương nhạt-lục, tan trong metanol nhưng không tan trong ete. Nó hòa tan trong nước khi đun nóng, với nước lạnh không hòa tan tốt.[8]
- Fe(SCN)2 còn tạo một số hợp chất với CSN4H6, như Fe(SCN)2·2CSN4H6 là tinh thể màu lục nhạt.[9]
- Fe(SCN)2 còn tạo một số hợp chất với CSeN4H6, như Fe(SCN)2·2CSeN4H6 là tinh thể màu xám lục, nhạy cảm với oxy.[10]